# 八谷和彦
八谷 和彦（はちや かずひこ、1966年4月18日 - ）は、日本のメディアアーティスト、東京芸術大学美術学部先端芸術表現科准教授。佐賀県生まれ。九州芸術工科大学画像設計学科を卒業。愛玩メールソフト「PostPet（ポストペット）」の開発者。近作に風の谷のナウシカのメーヴェの実機を作る「オープンスカイプロジェクト」など。

## 主な作品
- オープンスカイプロジェクト（2003〜）
- PostPet（1997〜2006）
- 見ることは信じること（1996）
- World System（1995）
- 視聴覚交換マシン（1993）

## 著書
- ナウシカの飛行具、作ってみた 発想・制作・離陸---- メーヴェが飛ぶまでの10年間 （2013年9月12日、幻冬舎）ISBN 4344024508

## 展覧会
- GUNDAM―来たるべき未来のために―（2005年） - 「サイコ・コミュニケーター・システム」